# Liopasia
Liopasia là một chi bướm đêm thuộc họ Crambidae.

## Các loài
- Liopasia andrealis Dognin, 1910
- Liopasia anolopha Munroe, 1963
- Liopasia apicenotata Hampson, 1918
- Liopasia dorsalis Hampson, 1899
- Liopasia leucoperalis Hampson, 1918
- Liopasia maculifimbria Dyar, 1914
- Liopasia meridionalis Schaus, 1920
- Liopasia ochracealis (Walker, 1866)
- Liopasia purpurealis Schaus, 1924
- Liopasia puseyalis Schaus, 1920
- Liopasia reliqualis Möschler, 1882
- Liopasia rufalis Hampson, 1913
- Liopasia simplicissimalis Dyar, 1914
- Liopasia surinamalis Schaus, 1920
- Liopasia teneralis (Lederer, 1863)